# Centre historique de Rome
Le centre historique de Rome est un espace urbain qui représente un ensemble de monuments de valeur exceptionnelle universellement reconnu. Administrativement, ce territoire inscrit correspond aux 22 rioni de la capitale, soit les 20 rioni de l'ancien municipio I (centre historique) auxquels on ajoute ceux de Borgo et Prati. Depuis 1977, le nom italien de Centro Storico désigne également la zone urbanistique comprenant 8 rioni de cet espace. Sa superficie est de 14,308 km²,.
Fondée selon la légende en -753 sur les bords du Tibre, Rome a été constamment associée à l'histoire de l'humanité. D'abord centre de la République romaine, elle domine le monde méditerranéen pendant cinq siècles comme capitale de l'Empire, pour devenir ensuite celle du monde chrétien jusqu'à nos jours.

## Les quartiers du centre

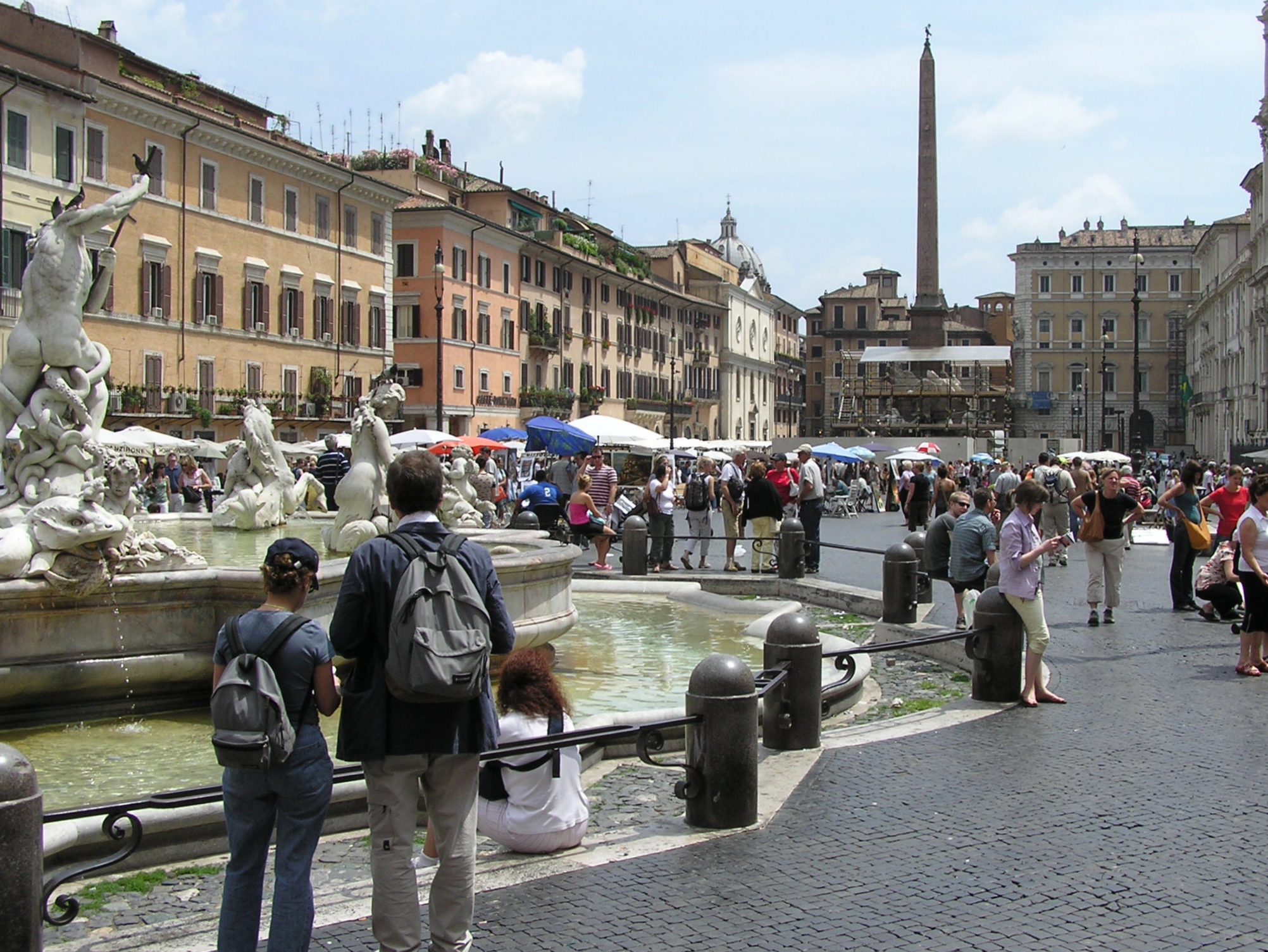
Piazza Navona et la Fontana del Moro dans Parione.

Le territoire est divisé en 22 quartiers, listés ci dessous. Tous se trouvent à l'intérieur des Mura aureliane, à l'exception de Borgo et Prati.

### I.Monti
Son nom dérive de ses collines ou montagnes : il Celio, il Cispio, l'Esquilino, l'Oppio, il Quirinale et il Vitinale. Là bas, se trouve il Foro di Cesare, il Foro di Nerva, il Foro di Traiano, la Domus Aurea, la Basilica di Santa Maria Maggiore, le Terme di Traiano, la Torre delle Milizie et la Piazza San Giovanni avec la Fontana dell'obelisco Lateranense. Son emblème est constitué de trois montagnes vertes sur un fond argenté.

### II.Trevi
L'origine de son nom n'est pas certaine. Toutefois, l'hypothèse la plus crédible est qu'il provient de l'antique trejo, qui indique la confluence de trois rues sur la petite place des Crociferi, située sur le côté de la moderne Fontana di Trevi. On y retrouve la Fontana di Trevi, la Fontana del Tritone, il Palazzo Barberini et il Palazzo del Quirinale.

### III.Colonna
Son nom dérive de la colonne dédiée à Marco Aurelio, appelée Antonina, qui se trouve sur la place du même nom. Il s'y trouve, la Piazza della Rotonda, il Palazzo Montecitorio, le siège de la chambre des députés et il Palazzo Chigi, le siège du Gouvernement de la République Italienne. Son emblème est une colonne d'argent sur un fond rouge.

### IV. Campo Marzio
Le Campo Marzio (Campus Martis) était une zone de la Rome antique d'environ 2km², initialement externe aux conflits citadins. Il a pris le nom de l'autel dédié à Mars, dieu de la guerre, élevé après la chute de Tarquinius le Superbe. On y retrouve la Piazza di Spagna et la Piazza del Popolo, la Fontana del porto di Ripetta, il museo dell'Ara Pacis et l'Orologio ad acqua. L'emblème est une demi-lune argentée dans un champ bleu ; l'origine du symbole est inconnue.

### V.Ponte
Son nom dérive de la représentation du Ponte Sant'Angelo, ou Ponte Elio, qui a appartenu au quartier quand le pape Sisto V ne l'a pas incorporé dans le nouveau quartier Borgo. On y trouve la Piazza dei Coronari, il Palazzo Taverna et il Palazzo Alberini. Son symbole est un pont.

### VI.Parione
Son nom dérive de la présence dans le quartier d'un édifice antique, ou d'un mur qui prit le nom du peuple Parietone. Le centre de ce petit quartier est la Piazza Navona. On y retrouve la Piazza della Chiesa Nuova et il Teatro di Pompeo. Son symbole est un griffon, créature mythologique grecque avec une tête d'aigle et un corps de lion, symbole de la fierté et de la noblesse.

### VII.Regola
Son nom dérive de arenula (repris dans la Via Arenula moderne) ou de ce sable mou qui encore aujourd'hui se dépose du Tbire lors des inondations, et dont les plages formées ont disparu après la construction du Lungotevere. On y trouve il Campo de'Fiori, la Piazza Farnese, la Galleria Spada, il Palazzo Farnese et il Palazzo Falconieri. L'emblème du quartier est un cerf rampant dans un champ turquoise.

### VIII.Sant'Eustachio
Son nom dérive de l'église du même nom. On y retrouve la Piazza Sant'Agostino, il Palazzo Madama, le siège du Sénat de la République, il Palazzo Vidoni Caffarelli et il Largo di Torre Argentina. Son symbole est formé de la tête d'un cerf (symbole de S.Eustachio) et du buste de Jésus ; les chiffres sont en or et le fond est rouge.

### IX.Pigna
L'emblème du quartier est constitué d'une pomme de pin : la légende veut que son nom dérive de la gigantesque pomme de pin de bronze retrouvée dans le quartier et en signe déposée au Vatican dans le Cortile della Pigna. Toutefois, au XIIe siècle, la pomme de pin se trouva déjà devant l'antique Basilica di San Pietro, quand le quartier n'avait encore pas loué ce nom. Une autre hypothèse veut que son nom dérive de la Vigna di Tedemario (un romain qui possédait des terres dans la zone du Circo Flaminio). On y retrouve le Pantheon, l'Altare della Patria et la Piazza Venezia.

### X.Campitelli
Il y a deux versions sur l'origine du nom de ce quartier : d'après la première, il dérive de Campus telluris, c'est-à-dire le « champ ou place de la terre », d'après l'autre hypothèse plutôt de Aedes telluris, où « temple de la Terre divine ». On y retrouve la Piazza del Campidoglio, il Foro Romano (forum romain), il Campidoglio (le capitole), i Musei capitolini (musées du capitole), il Carcere Mamertino (la prison Mamertino), la Casa delle Vestali (maison des vestales), l'Insula dell'Ara Coeli. L'emblème de ce quartier est constitué de la tête noire d'un dragon  sur fond blanc. Son symbole dérive de la légende selon laquelle un dragon qui infesta le forum romain, fut traqué par le pape Silvestro I.

### XI.Sant'Angelo
C'est le plus petit des quartiers. Son nom dérive de l'église de Saint-Ange à Pescheria. On y trouve la Piazza dei Calcarari, le Ghetto de Rome, le Teatro di Marcello, la Fontana delle Tartarughe et il Portico di Ottavia. Son emblème est un ange sur fond rouge, avec une épée dans la main droite et une balance dans la gauche. La balance ne se réfère pas à la justice mais plutôt à la découpe et à la pesée du poisson, puisque le commerce antique du poisson se trouvait dans le Ghetto.

### XII.Ripa
Son nom a pour origine la zone du Tibre appelé Ripa Grande, où il y avait le port fluvial. Il est considéré comme le quartier le plus antique, par la présence d'un règlement pré-romain. Aujourd'hui, il comprend aussi le Monte Aventino, situé sur ses épaules. On y retrouve la Piazza della Bocca della Verità, la Porta San Sebastiano, l'Area di Sant'Omobono et il Foro Olitotio. L'emblème de ce quartier est une roue de gouvernail blanche sur fond rouge, rappelant le port antique.

### XIII.Trastevere
Il se trouve sur la rive occidentale (rive droite) du Tibre, au sud de la Cité du Vatican. Son nom dérive du latin trans Tiberim (au-delà du Tibre) qui était aussi le nom d'une région augustéenne. On y trouve la Fontana dell'Acqua Paola, la Fontana di Piazza Mastai, la Fontana di Ponte Sisto, la Casa della Farnesina, la Piazza di Santa Maria in Trastevere, la Basilica di Santa Cecilia in Trastevere, la Basilica di San Crisogno et il Tempietto di San Pietro in Montorio. C'est le quartier symbolique du "Popolo Romano". Son symbole est une tête de lion en or sur fond rouge.

### XIV.Borgo
Son nom dérive du mot allemand Burg (village fortifié), donné à la zone des pèlerins saxons qui sont allés à Rome dans le Haut Moyen Âge. On y trouve il Castel Sant'Angelo et la Via della Conciliazione.

### XV.Esquilino
On pense que son nom dérive des aexculi, massifs d'arbustes de chênes verts desquels le sommet de la colline était recouvert. On y trouve la Piazza Vittorio Emanuele II, la Porta Maggiore, il Ninfeo di Alessandro (Nymphée d'Alexandre), il Sepolcro di Eurisace (sépulcre d'Eurisace) et il Temio di Minerva Medica. Entre les architectures religieuses, nous y trouvons la Basilica di Sante Croce in Gerusalemme. Son emblème est formé d'un arbre et d'une montagne dans un champ argenté.

### XVI.Ludovisi
Son nom dérive de la Villa Ludovisi, une des plus belles villas de la ville détruite à la fin du XIXe siècle pour faire de la place au quartier. On y trouve la Porta Pinciana, la Fontana della Api (Fontaine des Abeilles) et la Via Vittorio Veneto. L'emblème du quartier possède trois bandes en or et un dragon, également en or, sur un fond rouge.

### XVII.Sallustiano
Son nom dérive des plus beaux jardins de la Rome antique, les Horti Sallustiani. On y retrouve la Via XX Settembre et la Porta Salaria.

### XVIII.Castro Pretorio
Son nom se réfère aux Castra Praetoria, les antiques casernes remontant au temps de l'empereur Tiberio, dans lequel la garde prétorienne avait un logement. On y trouve le Teatro dell'Opera, le Museo nazionale romano, la Porta Pia, la Fontana delle Naiadi, la Fontana dell'Acqua Felice, les Terme di Diocleziano, la Piazza della Repubblica, la Basilica di Santa Maria degli Angeli e dei Martiri et la Basilica del Sacro Cuore di Gesù. L'emblème est le labar de la garde prétorienne en or sur fond rouge.

### XIX.Celio
Son nom dérive de la montagne Celio. On y trouve le Colisée, l'Arco di Constantino, le Ludus Magnus ; entre les édifices de culte religieux, on y trouve la Basilica dei Santi Giovanni e Paolo et la Basilica dei Santi Quattro Coronati. L'emblème représente le buste d'un homme africain vêtu de reliques d'éléphants et de pointes d'or sur un fond argenté, en mémoire du buste africain retrouvé dans la Via Capo d'Africa.

### XX.Testaccio
Il prend son nom des soi-disant "Monte dei Cocci" (Mons Testaceus), haut de 35 mètres et formé de tessons (testae, in latino) et divers détritus accumulés au cours des siècles comme vestige du transport qui a conduit au port de Ripa Grande. Né comme quartier ouvrier à la fin du XIXe siècle, aujourd'hui, il rivalise en termes de "romanité" avec le Trastevere. On y trouve la Piramide Cestia, la Fontana delle Anfore, il Cimitero acattolico et la Porticus Aemilia.

### XXI. San Saba
Appelé populairement le "petit Aventin", San Saba est un quartier d'institution récente (bien qu'étant d'une urbanisation antique), au bord du grand poumon vert et archéologique du complexe qui comprend la Piazza Albania, les Terme di Caracalla, il Circo Massimo, le Capanne del Palatino et la Casa di Augusto. Dans ce territoire sont présents la Basilica di San Saba, duquel le quartier prend son nom, et la Basilica di Santa Balbina all'Aventino.

### XXII.Prati
Il prend son nom des disparus Prata Neronis, appelés également dans le Moyen Âge Prata Sancti Petri, supprimés après 1870 de l'édifice du quartier. Son symbole est la forme du mausoleo di Adriano en turquoise sur fond argenté ; il faut cependant se rappeler que le mausolée d'Adrien (Castel Sant'Angelo) n'appartient pas à ce quartier mais au quartier de Borgo. On y trouve la Piazza dei Quiriti, la Piazza Cavour, il Museo storico dell'Arma dei carabinieri, la Piazza della Libertà et la fameuse Via Germanico, considérée comme une des plus belles rues de Rome.